# Associação Satélite Prontidão
A Associação Satélite Prontidão (ASP) é um clube social negro cuja fundação data de 20 de abril de 1902. O clube surgiu da fusão de duas entidades: a Sociedade Bailante Satélite e o Grupo Carnavalesco Prontidão.  Por ter sido fundado apenas 14 anos após a abolição da escravidão no país, o clube cumpriu um importante papel de ressocializar a comunidade negra de Porto Alegre, que sofria com o total descaso da sociedade.
Com o nome inicial de Sociedade Bailante Satélite, o clube fundado por famílias negras garantiu inicialmente aos seus sócios as práticas de socorros mútuos, tornando-se um local de promoção de eventos recreativos e também de preservação da cultura negra gaúcha. 
A primeira sede da Sociedade ficava localizada em uma área de quilombo urbano, na Rua Barão de Gravataí n. 645, no bairro Cidade Baixa. Ná época o bairro já abrigava a Sociedade Floresta Aurora  o mais antigo dos clubes negros de Porto Alegre, fundado em  dezembro de 1872.
Na agenda da Sociedade Bailante Satélite, estavam grandes bailes dançantes que eram realizados tanto na época de carnaval quanto em outros meses do ano.
Em 1956, a Sociedade se funde com o Grupo Carnavalesco Prontidão, que surgiu em 1918, entidade que também era marcada por ações de alfabetização e fomentava o acesso da comunidade negra a consultas médicas e odontológicas.
Nesta mesma época, o clube se muda para o imóvel próprio, na rua Cel. Aparício Borges, bairro Glória em Porto Alegre, local que foi sede da Associação Satélite Prontidão por mais de trinta anos.
Após a fusão, as ações sociais se fortaleceram, com festas com grandes públicos, o Baile do Chopp, bailes de carnaval e a festa de aniversário do clube, que era realizada na data da fusão, 30 de setembro.
Por figurar ao longo de sua existência como um importante propulsor da valorização da cultura e educação dentro da sociedade negra porto-alegrense, o Satélite Prontidão foi reconhecido com títulos de relevância. No ano de 2009, o Satélite Prontidão recebeu o título de Patrimônio Histórico e Cultural do Rio Grande do Sul, através da Lei Ordinária 13.183.
Já em 07 de agosto de 2023, a ASP foi certificada pelo Instituto Brasileiro de Museus (IBRAM) como ponto de memória.
A partir dos anos 2000, o clube se muda para a Rua Alberto Rangel, no bairro Rubem Berta. As diferentes sedes do clube também mostram diferentes endereços nos territórios negros de Porto Alegre.

## Ações Educativas Realizadas Pelo Clube
Embora tenha nascido como uma entidade que promovia a cultura negra por meio de bailes de carnaval, a Sociedade também tinha como grande valor a educação. Nesse sentido, eram realizados mutirões, onde as senhoras do clube alfabetizavam outros sócios e seus filhos, além da comunidade local. 
Durante toda sua existência, a Associação Satélite Prontidão garantiu através de seus Estatutos condições para o crescimento da comunidade e dos sócios. Assim, além de atividades que levaram a criação dos cursos de alfabetização, o clube possibilitou também a criação de cursos noturnos de alfabetização e Ensino Fundamental. Também manteve uma biblioteca com material de apoio aos cursos e fontes de pesquisas para alunos. 
Na década de 1980, o clube passou a ser um polo político cultural, mobilizando discussões sobre a defesa de direitos. Assim, em 1988 o clube instituiu o Prêmio Zumbi dos Palmares que passaria a ser entregue anualmente a personalidades com trabalhos significativos em benefício da Comunidade Negra. No mesmo ano, foi publicado o primeiro livro da ASP, denominado "Cem Anos de Liberdade?" e ocorreu a criação de um novo projeto educativo chamado o Jovem no Mercado de Trabalho.  
No ano de 1996, a Associação Satélite Prontidão passa a organizar um núcleo do Projeto Pré-Vestibular Zumbi, originalmente construído no Rio de Janeiro, como um projeto voltado à comunidade negra. Logo depois, o clube assume a criação de um curso próprio chamado Projeto Educacional Pré-Vestibular da ASP de forma intensiva e com mais vagas aos estudantes.  
Em 2018, o clube organizou seu Memorial, que mantém várias atividades, como as Oficinas de História e Memória - 120 anos da ASP. 
Entre 2019 e 2021, a ASP foi objeto de um Programa de Extensão universitário, "Associação Satélite Prontidão: Resistência e Ancestralidade", desenvolvido na cidade de Porto Alegre pelo Instituto Federal de Educação, Ciência e Tecnologia do Rio Grande do Sul (IFRS), Campus Viamão. O programa teve como objetivo dar visibilidade às histórias e memórias de homens e mulheres negras e sua cultura ancestral que resiste em espaços associativos. Propondo-se ao desenvolvimento de projetos a partir dos eixos "história e memória", "saúde e assistência social da população negra" e "sociocultural e educacional", o programa buscou contribuir para o empoderamento do povo preto e a superação dos efeitos históricos do pós-abolição. As ações foram implementadas por meio de sete projetos de extensão: 
- "Integrando Saberes": Desenvolvido com a comunidade de imigrantes haitianos no Bairro Rubem Berta, buscando socialização, acolhimento, cultura e escuta qualificada através de oficinas de educação em saúde, cidadania e Português como Língua de Acolhimento (PLAC).47
- "História e Memória: Resistência e Ancestralidade": Iniciou a reconstituição da história da ASP e a criação do "Memorial da ASP" para popularizar essas informações através da coleta de relatos de sócios, documentos e objetos.
- "História e Memória: Resistência e Ancestralidade" (continuação): As ações do Memorial da ASP foram adaptadas para o formato virtual devido à pandemia de COVID-19, com o desenvolvimento de lives em um canal do YouTube, com a participação de sócios, personalidades e artistas, além de digitalização do acervo de fotos.
- "ERER: Educação para as relações Étnico-raciais": Em parceria com o NAAF de Viamão, realizou o "Novembro Negro" com o tema "Alguém consegue respirar: racismo estrutural um problema de todos", debatendo a negritude e a cultura negra através de lives.
- "Memorial da ASP" (continuação): Seguiu com lives e digitalização de fotos em formato virtual.
- "Afroteca da ASP": Desdobramento do Memorial, focando o acervo da biblioteca em referenciais afrocentrados através de campanhas de doação de livros, participação em feiras de trocas e lives com autores negros.
- "Consciência Negra em Foto: cinquentenário do 20 de novembro": Concurso de fotografia para comemorar o cinquentenário do Dia da Consciência Negra, buscando promover um novo olhar sobre a data e popularizar a história dos precursores do Movimento Negro Gaúcho.

O Programa de Extensão obteve êxito em suas ações, dando visibilidade à ASP e promovendo a aplicação da Lei nº 10.639/2003, que torna obrigatório o ensino da história e cultura afro-brasileira e africana nas escolas.

## Outros Clubes
O artigo "O Clube Recreativo Gaúcho: Um Clube Social Negro em Jauarão (1930-40)", de Caiuá Cardoso Al-Alam, oferece uma visão importante sobre a atuação dos clubes sociais negros no Brasil pós-abolição. A importância do Clube Recreativo Gaúcho, assim como de outros clubes negros como o Clube 24 de Agosto e Clube Suburbanos, mostra a função de ser um local de sociabilidade, pertencimento e afirmação cultural para a população negra, em um período marcado pela marginalização e pela falta de reconhecimento da cidadania plena dos negros, esses clubes ofereciam um ambiente onde a cultura, a identidade e as relações sociais podiam ser livremente desenvolvidas, longe dos olhares e da opressão da sociedade dominante. Eles não eram apenas espaços de lazer, mas também plataformas para a organização comunitária, a promoção da solidariedade e, em muitos casos, a articulação de lutas por direitos.
A menção de Dona Noca, que recorda a separação em espaços públicos como cinemas e igrejas, sublinha a perversidade do preconceito racial e a necessidade desses clubes como refúgios e centros de resistência.
Enquanto o Clube Recreativo Gaúcho em Jaguarão demonstra a vivência cotidiana e a busca por sociabilidade em uma cidade de fronteira, a Associação Satélite Prontidão em Porto Alegre evidencia a articulação de uma comunidade maior em um centro urbano.